# Can Vilar de Baix
Can Vilar de Baix és una masia al sud del nucli de població de Cabanelles (a l'Alt Empordà) inclosa en l'Inventari del Patrimoni Arquitectònic de Catalunya. S'hi accedeix per la carretera GIP-5121, a poca distància de la N-260. Segons el Pla Especial d'identificació i regulació de masies i cases rurals de l'Ajuntament de Cabanelles Can Vilar de Baix es va construir vers el 1650, encara que presenta reformes i ampliacions posteriors.
Masia formada per tres grans cossos adossats que li proporcionen una planta irregular. Presenten dos tipus de coberta, de dues vessants i plana, i estan distribuïts en planta baixa i pis. L'habitatge principal presenta la façana orientada a migdia, amb un portal d'accés d'arc de mig punt bastit amb grans dovelles. Damunt seu hi ha una finestra rectangular emmarcada en pedra. A l'extrem de llevant del parament hi ha una gran arcada de mig punt que dona accés a les antigues quadres. Damunt seu hi ha tres badius d'arc de mig punt i de grans dimensions. A ponent d'aquest edifici hi ha un altre gran cos estructural adossat, unit per un volum més alt en forma de torre, que presenta la coberta d'un sol vessant i del que destaca una gran obertura d'arc rebaixat a la façana de llevant, que comunica amb la porta d'accés de l'edifici principal. Aquest segon cos presenta la façana principal orientada a l'oest, davant del camí, i està delimitada per una tanca. Presenta un portal d'accés rectangular, amb els brancals bastits amb carreus de pedra ben desbastats. No s'observa amb claredat si també hi ha llinda, donat que se li va afegir un petit voladís de teula àrab que no deixa veure bé la peça. La resta d'obertures de la façana són finestres rectangulars bastides en maons, algunes d'elles reformades, ja que conserven els ampits de pedra motllurats originals. La façana de tramuntana presenta tres finestres rectangulars al pis, la de l'extrem de llevant emmarcada en pedra i les altres dues reformades. El darrer gran edifici està adossat a migdia de l'anterior. Presenta, a la planta baixa, una galeria d'arcs apuntats bastits en maons i està cobert amb una terrassa descoberta al nivell del pis. A l'extrem sud-est de la galeria hi ha una petita torre quadrada amb la coberta d'un sol vessant, bastida en pedra i maons.
La construcció està bastida en pedra desbastada de diverses mides i fragments de maons, lligat amb abundant morter de calç.